# Прогулка по Бангкоку
«Прогулка по Бангкоку» (фр. On a marché sur Bangkok) — комедийный французский фильм 2014 года, снят режиссёром Оливье Барру.

## Обзор
Тележурналист-неудачник Серж Ренар (Кад Мерад) получает от своего недавно умершего коллеги Жозефа (Жерар Жюньо) неожиданный подарок: тот завещает ему все материалы расследования, которое вёл на протяжении нескольких десятилетий. Необходимо обнародовать две минуты записи, вырезанные и скрытые американскими властями из трансляции первого выхода астронавта Нила Армстронга на поверхность Луны 21 июля 1969 года. Условие одно: Серж должен взять в напарницы некую Наташу Бизон (Алис Тальони).
Напарники быстро узнают, что запись была сохранена неким американским техником, исчезнувшим много десятилетий назад. Единственная зацепка — дочь этого человека, о которой известно только то, что она каждый год приезжает в Таиланд. Серж и Наташа отправляются туда, чтобы найти неуловимую свидетельницу, а заодно избежать покушений со стороны американских спецслужб и тайских бандитов, удочерить девочку-сироту и найти свою любовь.

## В ролях
- Кад Мерад: Серж Ренар
- Алис Тальони: Наташа Бизон
- Чаванрут Джанжиттранон: Жинтана
- Жерар Жюньо: Жозеф
- Питер Койоти: Берт Лоуэлл
- Мишель Омон: Зевс
- Клод Перрон: Доминик Брукс
- Клер Надо: Жаклин
- Жан-Франсуа Мале: Ивон
- Оливье Барру: фридайвер

## Критика
Фильм был в основном весьма прохладно встречен французской критикой, отмечавшей что фильмы, где герои только и делают, что убегают от «плохих» давно устарели, что семейный фильм не должен быть построен на контрастах и что фильм представляет собой неудачное смешение стилей, «как если бы Пьер Ришар сыграл Джеймса Бонда, а Колюш — Индиану Джонса». Другие критики, тем не менее, отметили комедийную мощь Када Мерада и трогательность тайской девочки Чаванрут Джанжиттранон и рекомендовали его для семейного просмотра.